# Frank Dandy

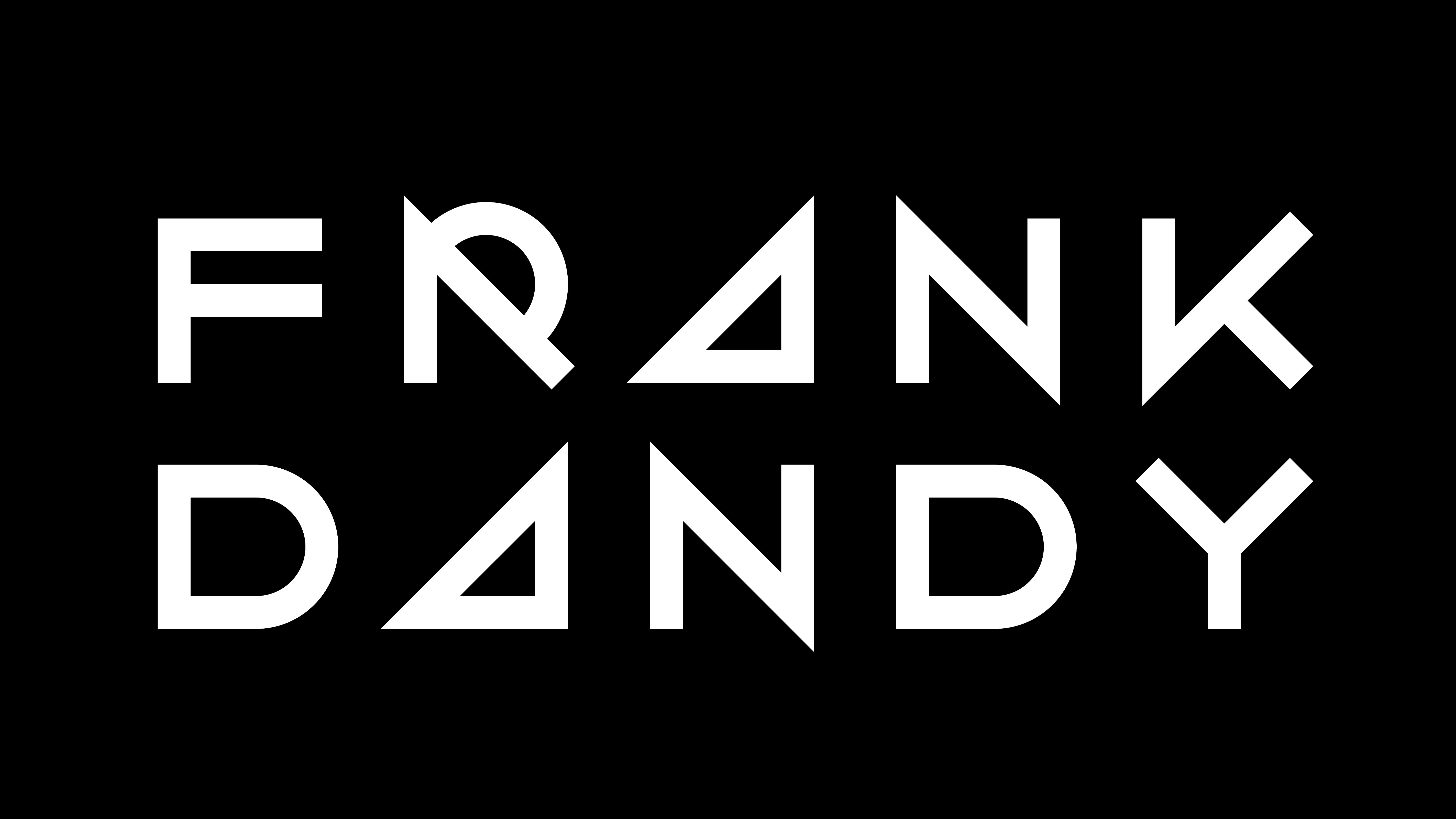
Frank Dandy

Frank Dandy (tidigare Frank Dandy Superwear) är ett svenskt modemärke, specialiserade inom underkläder. 
Frank Dandy startade 2003 och hade 2011 över 200 återförsäljare, främst i Sverige. De säljer även under egen webbplats försäljning över internet där de är störst i de nordiska länderna, USA och Japan.
Frank Dandy har under åren gjort en rad olika kollektionssamarbeten med bland andra Leo Lyxxx, Super Mundane och Non Violence Movement. Frank Dandy har utöver det ett eget sortiment bestående av Bamboo Collection, The Originals, St Paul samt bassortimentet Legend.  